# ملعب شهيد دستغردي
ملعب شهيد دستغردي (بالفارسية: ورزشگاه شهيد دستگردی) ، هو ملعب كرة قدم في إيران، ويقع مقره الرئيسي في العاصمة الإيرانية طهران.
يستضيف الملعب عدد من مباريات كأس آسيا تحت 16 سنة من 21 سبتمبر إلى السادس من أكتوبر عام 2012.

## وصلات خارجية
- الصفحة الرسمية للملعب